# Liste der Kulturdenkmale in Oebisfelde-Weferlingen

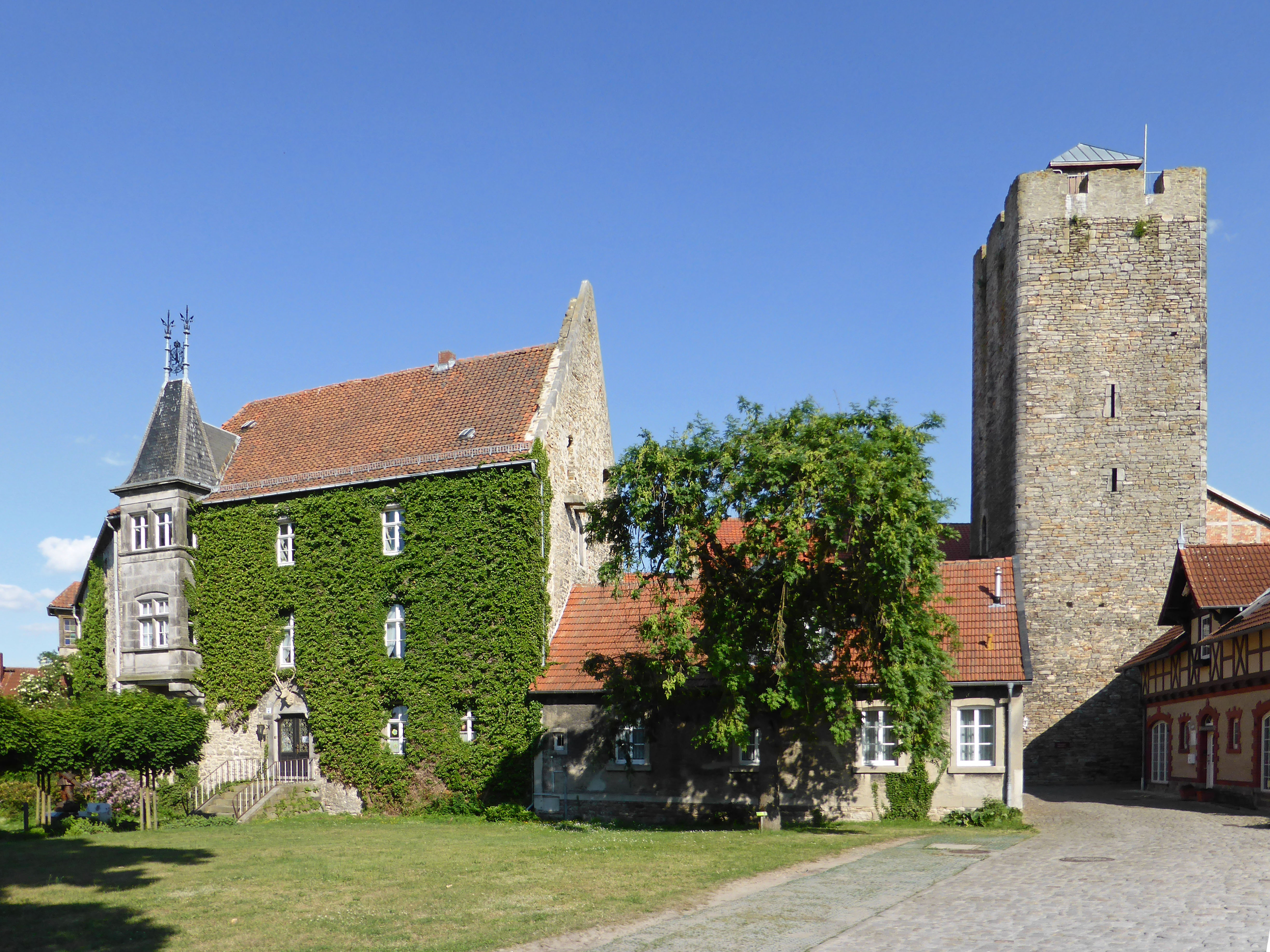
Burg Oebisfelde

In der Liste der Kulturdenkmale in Oebisfelde-Weferlingen sind alle Kulturdenkmale der Gemeinde Oebisfelde-Weferlingen und ihrer Ortsteile aufgelistet. Grundlage ist das Denkmalverzeichnis des Landes Sachsen-Anhalt, das auf Basis des Denkmalschutzgesetzes des Landes Sachsen-Anhalt vom 21. Oktober 1991 durch das Landesamt für Denkmalpflege und Archäologie Sachsen-Anhalt erstellt und seither laufend ergänzt wurde (Stand: 31. Dezember 2024).

## Kulturdenkmale nach Ortsteilen

### Oebisfelde
| Lage | Bezeichnung                               | Beschreibung | Erfassungs- nummer | Ausweisungsart                   | Bild                                      |
| --- | ----------------------------------------- | --- | ------------------ | -------------------------------- | ----------------------------------------- |
| Achterstraße 1 (Karte) | Wohnhaus Achterstraße 1                   | Wohnhaus zweigeschossiges Fachwerkhaus mit Krüppelwalmdach aus der Zeit von Ende des 18. Anfang des 19. Jahrhunderts | 094 82982          | Baudenkmal                       | Wohnhaus Achterstraße 1                   |
| Achterstraße, Amtsburgtor, Amtsstraße und weitere (Karte) | Altstadt                                  | Sachgesamtheit Altstadt zugehörige Adressen Achterstraße 1, 2, 3, 4, 5, 6, 7, 8, 9, 10, 11, 12, 13, 14, 15, 16, 17, 18, 19, 20, 21, 23, 24, 25, 26, 27, 28, 29, 30, 31, 32, 33, 34, 35, 35a, 37a, 38, Am Wall 2, 4, Amtsburgtor, Amtsstraße, An der Stadtmauer, Badstubenstraße 1, 2, 3, 5, 6, 7, 8, 9, 10, Burgstraße 1, 2, 3, 5, 6, 7, 8, 9, 10, 11, 11a, 12, 13a, 13b, 14, 15, 16, 17, 18, 19, 20, 21, 22, Kirchplatz 1, 2, 3, 4, 5, 6, 7, Lange Straße 1, 2, 3, 4, 5, 6, 9, 10, 11, 12, 13, 17, 18, 19, 19a, 20, 21, 22, 23, 24, 26, 38, 39, 40, 43, 44, 45, 46, 47, 48, 49, 50, 51, 52, 53, 54, 55, 56, 57, 58, 59, 60, 62, 63, 64, 65, Lindenstraße 37, 38, 39, 40, 41, 42, 43, 44, 45, 46, 47, 48, 49, 50, 51, 52, 53, 54, 55, 56, 57, 58, 60, 62, 64, Magdeburger Straße 1, 2, 3, 4, 5, 6, 7, 8, 9, 10, 12, 40, 41, 42, 43, 44, 45, 46, 47, 48, 49, Marktplatz 1, 2, 3, Marktstraße 1, 3, 4, 5, 6a, 6, 7, 8, 9, 10, Mauerstraße 2, 3, 5, Schildplatz 1, 2, 3, 4, 5, 6a, 6, 7, Schulstraße 6, Sparkassenweg, Sträßchen | 107 55010          | Denkmalbereich                   | Altstadt                                  |
| Achterstraße 1, 2, 3, 4, 5, 6, 7, 8, 9, 10, 11, 12, 13, 14, 15, 16, 17, 18, 19, 20, 21, 23, 24, 25, 26, 27, 28, 29, 30, 31, 32, 33, 34, 35, 35a, 37a, 38 (Karte)                       | Straßenzug                                | Straßenzug | 107 55010 101      | Teilobjekt eines Denkmalbereichs | BW                                        |
| Am Wall 2, 4 (Karte) | Straßenzug                                | Straßenzug | 107 55010 102      | Teilobjekt eines Denkmalbereichs | BW                                        |
| Badstubenstraße 1, 2, 3, 5, 6, 7, 8, 9, 10 (Karte) | Straßenzug                                | Straßenzug | 107 55010 103      | Teilobjekt eines Denkmalbereichs | BW                                        |
| Badstubenstraße 1, 2, 3, 5, 6, 7, 8, 9, 10 (Karte) | Straßenzug                                | Straßenzug | 107 55010 106      | Teilobjekt eines Denkmalbereichs | BW                                        |
| Kirchplatz 1, 2, 3, 4, 5, 6, 7 (Karte) | Straßenzug                                | Straßenzug | 107 55010 108      | Teilobjekt eines Denkmalbereichs | BW                                        |
| Lange Straße 1, 2, 3, 4, 5, 6, 9, 10, 11, 12, 13, 17, 18, 19, 19a, 20, 21, 22, 23, 24, 26, 38, 39, 40, 43, 44, 45 (Karte)                                                              | Straßenzug                                | Straßenzug | 107 55010 109      | Teilobjekt eines Denkmalbereichs | Straßenzug                                |
| Lindenstraße 37, 38, 39, 40, 41, 42, 43, 44, 45, 46, 47, 48, 49, 50, 51, 52, 53, 54, 55, 56, 57, 58, 60, 62, 64 (Karte)                                                                | Straßenzug                                | Straßenzug | 107 55010 110      | Teilobjekt eines Denkmalbereichs | BW                                        |
| Magdeburger Straße 1, 2, 3, 4, 5, 6, 7, 8, 9, 10, 12, 40, 41, 42, 43, 44, 45, 46, 47, 48, 49 (Karte)                                                                                   | Straßenzug                                | Straßenzug | 107 55010 111      | Teilobjekt eines Denkmalbereichs | BW                                        |
| Marktplatz 1, 2, 3 (Karte) | Marktplatz                                | Marktplatz | 107 55010 112      | Teilobjekt eines Denkmalbereichs | BW                                        |
| Marktstraße 1, 3, 4, 5, 6a, 6, 7, 8, 9, 10 (Karte) | Straßenzug                                | Straßenzug | 107 55010 113      | Teilobjekt eines Denkmalbereichs | BW                                        |
| Mauerstraße 2, 3, 5 (Karte) | Straßenzug                                | Straßenzug | 107 55010 114      | Teilobjekt eines Denkmalbereichs | BW                                        |
| Schildplatz 1, 2, 3, 4, 5, 6, 6a, 7 (Karte) | Platz                                     | Straßenzug | 107 55010 115      | Teilobjekt eines Denkmalbereichs | BW                                        |
| Achterstraße 34 (Karte) | Wohnhaus Achterstraße 34                  | Wohnhaus zweigeschossiges spätgotisches Fachwerkhaus zum Teil in Ständerbauweise, möglicherweise bereits aus dem 15. Jahrhundert stammen, wohl ältestes Haus Oebisfelde | 094 82983          | Baudenkmal                       | Wohnhaus Achterstraße 34                  |
| Achterstraße, Am Wall, An der Stadtmauer, Kirchplatz, Mauerstraße (Karte) | Stadtbefestigung Oebisfelde               | Stadtbefestigung historische, die Altstadt von Oebisfelde umfassende Befestigungsanlagen aus dem 13./14. Jahrhundert, erhalten ist neben größeren Teilen der Stadtmauer ein Schalenturm | 094 83006          | Baudenkmal                       | Stadtbefestigung Oebisfelde               |
| An der Nicolaikirche (Karte) | Kirche St. Nikolai                        | | 094 84834          | Baudenkmal                       | Weitere Bilder                            |
| Bahnhofstraße 24 (Karte) | Kirche Herz-Jesu                          | Katholische Kirche, 1906–08 nach Plänen von Maximilian Jagielski erbaut. | 094 84842          | Baudenkmal                       | Weitere Bilder                            |
| Burgstraße 12, 12a, Lange Straße 19, 19a, 20 (Karte) | Burg Oebisfelde                           | Burg | 094 82995          | Baudenkmal                       | Weitere Bilder                            |
| Gardelegener Straße 2 (Karte) | Wohnhaus                                  | | 107 55004          | Baudenkmal                       | BW                                        |
| Gardelegener Straße, Lessingstraße (Karte) | Kriegerdenkmal Oebisfelde                 | | 094 84841          | Baudenkmal                       | BW                                        |
| Karlstraße 1 (Karte) | Wohnhaus                                  | | 094 83300          | Baudenkmal                       | BW                                        |
| Karlstraße 2 (Karte) | Wohnhaus                                  | | 094 83333          | Baudenkmal                       | BW                                        |
| Kirchplatz (Karte) | Kirche St. Katharina                      | | 094 30481          | Baudenkmal                       | Weitere Bilder                            |
| Lange Straße 12 (Karte) | Rathaus Oebisfelde                        | Rathaus | 094 82986          | Baudenkmal                       | Rathaus Oebisfelde                        |
| Lange Straße 54 (Karte) | Ackerbürgerhof Lange Straße 54            | Ackerbürgerhof Hofanlage aus dem 18. und 19. Jahrhundert mit zweigeschossigen Fachwerkwohnhaus zur Straße hin und großen hofseitigen Wirtschaftsbauten | 094 82987          | Baudenkmal                       | Ackerbürgerhof Lange Straße 54            |
| Lange Straße 56 (Karte) | Wohnhaus Lange Straße 56                  | Wohnhaus zweigeschossiges Fachwerkhaus mit reichen Verzierungen von 1645, spätgotisches Nebengebäude von 1448, Keller mit Kreuzgratgewölbe | 094 82988          | Baudenkmal                       | Wohnhaus Lange Straße 56                  |
| Lange Straße 57 (Karte) | Wohnhaus Lange Straße 57                  | Wohnhaus zweigeschossiges Wohnhaus aus dem Jahr 1623, Erdgeschoss in massiver Bauweise, Obergeschoss als Fachwerkbau | 094 82989          | Baudenkmal                       | Wohnhaus Lange Straße 57                  |
| Lange Straße 60 (Karte) | Architekturdetail am Haus Lange Straße 60 | Architekturdetail aus dem Jahr 1471 stammende Fachwerkelemente (Knaggen und Schwelle) an einem neuzeitlichen zweigeschossigen Wohnhaus | 094 82990          | Baudenkmal                       | Architekturdetail am Haus Lange Straße 60 |
| Lange Straße 64 (Karte) | Ackerbürgerhof Lange Straße 64            | Ackerbürgerhof Hofanlage aus dem 18. Jahrhundert mit zweigeschossigem traufständigen Fachwerkhaus | 094 82991          | Baudenkmal                       | Ackerbürgerhof Lange Straße 64            |
| Lange Straße 65 (Karte) | Ackerbürgerhof Lange Straße 65            | Ackerbürgerhof Hofanlage aus dem 18. Jahrhundert mit zweigeschossigem Wohnhaus in Fachwerkbauweise | 094 82992          | Baudenkmal                       | Ackerbürgerhof Lange Straße 65            |
| Lindenstraße 13 (Karte) | Wohnhaus                                  | | 094 84843          | Baudenkmal                       | BW                                        |
| Lindenstraße 22 an der Mühlenaller (Karte) | Wohnhaus                                  | | 094 84845          | Baudenkmal                       | BW                                        |
| Lindenstraße 26 (Karte) | Villa                                     | | 094 84844          | Baudenkmal                       | BW                                        |
| Lindenstraße 33 am Aller-Mühlgraben (Karte) | Mühle                                     | Rittermühle, heute Mühle Kasube | 107 40030          | Baudenkmal                       | BW                                        |
| Magdeburger Straße 12 (Karte) | Alte Apotheke                             | | 094 83001          | Baudenkmal                       | Alte Apotheke                             |
| Magdeburger Straße 13 (Karte) | Jägerhof                                  | Gaststätte | 094 30491          | Baudenkmal                       | Jägerhof                                  |
| Marktplatz 1 (Karte) | Wohnhaus Marktplatz 1                     | Wohnhaus zweigeschossiges Fachwerkwohnhaus vom Ende des 18. Jahrhunderts mit mittig angeordnetem großen Zwerchhaus | 094 82998          | Baudenkmal                       | Wohnhaus Marktplatz 1                     |
| Marktplatz 3 (Karte) | Hotel am Markt                            | Wohnhaus Zum Hotel umgebautes barockes Wohnhaus von 1739, zweigeschossiges Gebäudes in massiver Bauweise. | 094 82997          | Baudenkmal                       | Hotel am Markt                            |
| Niederung zwischen Ohre und Aller, westlich bis über die Landesgrenze nach Niedersachsen reichend, nördlich im Altmarkkreis (Altkreise Gardelegen und Klötze) sich fortsetzend (Karte) | Drömling                                  | Kulturlandschaft | 107 05031          | Denkmalbereich                   | Weitere Bilder                            |
| Schildplatz 7 (Karte) | Wohnhaus Schildplatz 7                    | Wohnhaus zweigeschossiges Fachwerkhaus aus dem 17. Jahrhundert in städtebaulich bedeutsamer Lage | 094 82994          | Baudenkmal                       | Wohnhaus Schildplatz 7                    |
| Schulstraße 3 (Karte) | Schule                                    | | 094 84846          | Baudenkmal                       | BW                                        |

### Bösdorf, Etingen, Kathendorf, Mannhausen, Oebisfelde, Rätzlingen
| Lage | Bezeichnung      | Beschreibung | Erfassungs- nummer | Ausweisungsart | Bild |
| --- | ---------------- | ------------ | ------------------ | -------------- | --- |
| Niederung zwischen Ohre und Aller, westlich bis über die, Landesgrenze nach Niedersachsen reichend, nördlich im, Altmarkkreis (Altkreise Gardelegen und Klötze) sich fortsetzend Niederung zwischen Ohre und Aller, westlich bis über die Landesgrenze nach Niedersachsen reichend, nördlich im Altmarkkreis (Altkreise Gardelegen und Klötze) sich fortsetzend (Karte) | Kulturlandschaft | Drömling     | 094 18724          | Denkmalbereich | [[Vorlage:Bilderwunsch/code!/C:52.46573,10.954651!/D:Niederung zwischen Ohre und Aller, westlich bis über die, Landesgrenze nach Niedersachsen reichend, nördlich im, Altmarkkreis (Altkreise Gardelegen und Klötze) sich fortsetzend Niederung zwischen Ohre und Aller, westlich bis über die Landesgrenze nach Niedersachsen reichend, nördlich im Altmarkkreis (Altkreise Gardelegen und Klötze) sich fortsetzend,!/\|BW]] |

### Bösdorf
| Lage | Bezeichnung      | Beschreibung           | Erfassungs- nummer | Ausweisungsart | Bild |
| --- | ---------------- | ---------------------- | ------------------ | -------------- | --- |
| Im Winkel (Karte) | Kirche           |                        | 094 84785          | Baudenkmal     | Kirche |
| Im Winkel (Karte) | Kriegerdenkmal   | Kriegerdenkmal Bösdorf | 094 84786          | Baudenkmal     | BW |
| Niederung zwischen Ohre und Aller, westlich bis über die, Landesgrenze nach Niedersachsen reichend, nördlich im, Altmarkkreis (Altkreise Gardelegen und Klötze) sich fortsetzend Niederung zwischen Ohre und Aller, westlich bis über die Landesgrenze nach Niedersachsen reichend, nördlich im Altmarkkreis (Altkreise Gardelegen und Klötze) sich fortsetzend (Karte) | Kulturlandschaft | Drömling               | 107 05025          | Denkmalbereich | [[Vorlage:Bilderwunsch/code!/C:52.438202,11.068003!/D:Niederung zwischen Ohre und Aller, westlich bis über die, Landesgrenze nach Niedersachsen reichend, nördlich im, Altmarkkreis (Altkreise Gardelegen und Klötze) sich fortsetzend Niederung zwischen Ohre und Aller, westlich bis über die Landesgrenze nach Niedersachsen reichend, nördlich im Altmarkkreis (Altkreise Gardelegen und Klötze) sich fortsetzend,!/\|BW]] |

### Breitenrode
| Lage                                                              | Bezeichnung  | Beschreibung    | Erfassungs- nummer | Ausweisungsart | Bild         |
| ----------------------------------------------------------------- | ------------ | --------------- | ------------------ | -------------- | ------------ |
| Am Krauchberg 1, 2, Bauernende 16, 18, 20, 22, 24, 26, 28 (Karte) | Straßenzeile |                 | 094 84718          | Denkmalbereich | Straßenzeile |
| Bauernende 26, 28 (Karte)                                         | Schule       |                 | 094 84716          | Baudenkmal     | Schule       |
| Bauernende 39 (Karte)                                             | Jagdhaus     | Jagdhaus Sälzer | 094 84717          | Baudenkmal     | BW           |
| Im Balken 32 (Karte)                                              | Brunnen      |                 | 094 84720          | Baudenkmal     | BW           |

### Buchhorst
| Lage                | Bezeichnung  | Beschreibung | Erfassungs- nummer | Ausweisungsart | Bild |
| ------------------- | ------------ | ------------ | ------------------ | -------------- | ---- |
| Hauptstraße (Karte) | Gedenkstätte |              | 094 30516          | Baudenkmal     | BW   |

### Döhren
| Lage                                                      | Bezeichnung  | Beschreibung | Erfassungs- nummer | Ausweisungsart | Bild   |
| --------------------------------------------------------- | ------------ | ------------ | ------------------ | -------------- | ------ |
| Dorfstraße (Karte)                                        | Kirche       |              | 094 80053          | Baudenkmal     | Kirche |
| Dorfstraße 10, 11, 14, Schulplatz 2 (Karte)               | Häusergruppe |              | 094 80103          | Denkmalbereich | BW     |
| Dorfstraße 19, 20, 21, 22, 23, 24, 25, 27, 29, 30 (Karte) | Ortskern     |              | 094 80102          | Denkmalbereich | BW     |
| Dorfstraße 22 (Karte)                                     | Wohnhaus     |              | 094 80106          | Baudenkmal     | BW     |
| Lukenweg 1 (Karte)                                        | Bauernhof    |              | 094 30196          | Baudenkmal     | BW     |

### Eickendorf
| Lage                  | Bezeichnung | Beschreibung | Erfassungs- nummer | Ausweisungsart | Bild |
| --------------------- | ----------- | ------------ | ------------------ | -------------- | ---- |
| Dorfstraße (Karte)    | Kirche      |              | 094 84787          | Baudenkmal     | BW   |
| Dorfstraße 61 (Karte) | Bauernhof   | Hof Ahrends  | 094 84788          | Baudenkmal     | BW   |

### Eschenrode
| Lage                       | Bezeichnung  | Beschreibung | Erfassungs- nummer | Ausweisungsart | Bild           |
| -------------------------- | ------------ | ------------ | ------------------ | -------------- | -------------- |
| Dorfstraße (Karte)         | Kirche       |              | 094 84898          | Baudenkmal     | Weitere Bilder |
| Dorfstraße 1, 1a (Karte)   | Wohnhaus     |              | 094 84899          | Baudenkmal     | BW             |
| Dorfstraße 14 (Karte)      | Bauernhof    |              | 094 84900          | Baudenkmal     | BW             |
| Dorfstraße 20, 21 (Karte)  | Häusergruppe |              | 094 84901          | Denkmalbereich | BW             |
| Dorfstraße 29, 29a (Karte) | Bauernhof    |              | 094 84902          | Baudenkmal     | BW             |

### Etingen
| Lage | Bezeichnung      | Beschreibung        | Erfassungs- nummer | Ausweisungsart | Bild |
| --- | ---------------- | ------------------- | ------------------ | -------------- | --- |
| an der Straße Etingen-Wegenstedt ca. 300 m östlich der Ortslage (Karte) | Distanzstein     |                     | 094 30510          | Kleindenkmal   | BW |
| Hauptstraße 5, 7, 9 (Karte) | Bauernhaus       |                     | 094 84789          | Baudenkmal     | BW |
| Niederung zwischen Ohre und Aller, westlich bis über die, Landesgrenze nach Niedersachsen reichend, nördlich im, Altmarkkreis (Altkreise Gardelegen und Klötze) sich fortsetzend Niederung zwischen Ohre und Aller, westlich bis über die Landesgrenze nach Niedersachsen reichend, nördlich im Altmarkkreis (Altkreise Gardelegen und Klötze) sich fortsetzend (Karte) | Kulturlandschaft | Drömling            | 107 05026          | Denkmalbereich | [[Vorlage:Bilderwunsch/code!/C:52.388157,11.17652!/D:Niederung zwischen Ohre und Aller, westlich bis über die, Landesgrenze nach Niedersachsen reichend, nördlich im, Altmarkkreis (Altkreise Gardelegen und Klötze) sich fortsetzend Niederung zwischen Ohre und Aller, westlich bis über die Landesgrenze nach Niedersachsen reichend, nördlich im Altmarkkreis (Altkreise Gardelegen und Klötze) sich fortsetzend,!/\|BW]] |
| Zillbeck 3 (Karte) | Gutshaus         |                     | 094 84794          | Baudenkmal     | BW |
| Zillbeck 5 (Karte) | Forsthaus        |                     | 094 84793          | Baudenkmal     | BW |
| Zum Drömling (Karte) | Kirche           | Evangelische Kirche | 094 84790          | Baudenkmal     | Weitere Bilder |
| Zum Drömling (Karte) | Kriegerdenkmal   |                     | 094 84791          | Baudenkmal     | BW |
| Zum Drömling 43 (Karte) | Mühle            |                     | 094 84792          | Baudenkmal     | BW |

### Everingen
| Lage                      | Bezeichnung  | Beschreibung         | Erfassungs- nummer | Ausweisungsart | Bild   |
| ------------------------- | ------------ | -------------------- | ------------------ | -------------- | ------ |
| Dorfstraße (Karte)        | Ortskern     |                      | 094 30128          | Denkmalbereich | BW     |
| Dorfstraße (Karte)        | Kirche       | Evangelische Kirche. | 094 80148          | Baudenkmal     | Kirche |
| Dorfstraße 2 (Karte)      | Bauernhof    |                      | 094 84797          | Baudenkmal     | BW     |
| Dorfstraße 6 (Karte)      | Bauernhaus   |                      | 094 84798          | Baudenkmal     | BW     |
| Dorfstraße 15, 17 (Karte) | Häusergruppe |                      | 094 84799          | Denkmalbereich | BW     |
| Dorfstraße 18 (Karte)     | Bauernhaus   |                      | 094 84800          | Baudenkmal     | BW     |
| Dorfstraße 26 (Karte)     | Gasthof      | „Schültes Gasthaus“  | 094 84796          | Baudenkmal     | BW     |
| Dorfstraße 39 (Karte)     | Bauernhof    |                      | 094 30195          | Baudenkmal     | BW     |
| Dorfstraße 41 (Karte)     | Bauernhaus   |                      | 094 84801          | Baudenkmal     | BW     |
| Dorfstraße 42 (Karte)     | Schule       | Ehemalige Schule.    | 094 84795          | Baudenkmal     | Schule |

### Gehrendorf
| Lage                                                                                            | Bezeichnung  | Beschreibung | Erfassungs- nummer | Ausweisungsart | Bild           |
| ----------------------------------------------------------------------------------------------- | ------------ | ------------ | ------------------ | -------------- | -------------- |
| Bösdorfer Straße (Karte)                                                                        | Kirche       |              | 094 84848          | Baudenkmal     | Weitere Bilder |
| Bösdorfer Straße 1, 2, 3, 5, Straße an der Aller 15, 16, 33, 34 rings um die Dorfkirche (Karte) | Häusergruppe |              | 094 84849          | Denkmalbereich | BW             |
| Osterfeldstraße 1 (Karte)                                                                       | Bauernhof    |              | 094 84852          | Baudenkmal     | BW             |
| Straße an der Aller 7 (Karte)                                                                   | Bauernhaus   |              | 094 84850          | Baudenkmal     | BW             |
| Straße an der Aller 17 (Karte)                                                                  | Bauernhaus   |              | 094 84851          | Baudenkmal     | BW             |
| Wiesengrund 2 (Karte)                                                                           | Bauernhaus   |              | 094 84847          | Baudenkmal     | BW             |

### Hödingen
| Lage                              | Bezeichnung         | Beschreibung | Erfassungs- nummer | Ausweisungsart | Bild |
| --------------------------------- | ------------------- | ------------ | ------------------ | -------------- | ---- |
| Dorfstraße (Karte)                | Dorfkirche Hödingen |              | 094 84865          | Baudenkmal     | BW   |
| Dorfstraße 1 (Karte)              | Bauernhof           |              | 094 84866          | Baudenkmal     | BW   |
| Dorfstraße 12, 14, 15, 16 (Karte) | Straßenzeile        |              | 094 84867          | Denkmalbereich | BW   |
| Dorfstraße 24 (Karte)             | Bauernhof           |              | 094 84868          | Baudenkmal     | BW   |
| Dorfstraße 27 (Karte)             | Bauernhof           |              | 094 84869          | Baudenkmal     | BW   |
| Dorfstraße 30 (Karte)             | Wohnhaus            |              | 094 84870          | Baudenkmal     | BW   |
| Dorfstraße 43 (Karte)             | Bauernhof           |              | 094 84871          | Baudenkmal     | BW   |
| Dorfstraße 67 (Karte)             | Schule              | alte Schule  | 094 84874          | Baudenkmal     | BW   |
| Dorfstraße 69 (Karte)             | Forsthaus           |              | 094 84875          | Baudenkmal     | BW   |
| Dorfstraße 80 (Karte)             | Wohnhaus            |              | 094 84877          | Baudenkmal     | BW   |
| Dorfstraße 82 (Karte)             | Bauernhof           |              | 094 84878          | Baudenkmal     | BW   |
| Dorfstraße, Dorfstraße 90 (Karte) | Häusergruppe        |              | 107 55003          | Denkmalbereich | BW   |

### Hörsingen
| Lage                                    | Bezeichnung | Beschreibung                                         | Erfassungs- nummer | Ausweisungsart | Bild           |
| --------------------------------------- | ----------- | ---------------------------------------------------- | ------------------ | -------------- | -------------- |
| Büschen 89 (Karte)                      | Bauernhof   | Einstiger Kleinbauernhof, vermutlich Baujahr um 1730 | 094 84903          | Baudenkmal     | Bauernhof      |
| Büschen 99 (Karte)                      | Bauernhof   |                                                      | 094 84904          | Baudenkmal     | BW             |
| Große Straße (Karte)                    | Kirche      |                                                      | 094 84907          | Baudenkmal     | Weitere Bilder |
| Große Straße 16 (Karte)                 | Bauernhaus  |                                                      | 094 84905          | Baudenkmal     | BW             |
| Große Straße 5, 5a, 6, 7, 8, 11 (Karte) | Straßenzug  |                                                      | 094 84908          | Denkmalbereich | Straßenzug     |
| Hagenstraße 22 (Karte)                  | Pfarrhof    |                                                      | 094 84906          | Baudenkmal     | BW             |
| Kleine Straße 68 (Karte)                | Wohnhaus    |                                                      | 094 30507          | Baudenkmal     | BW             |
| Kleine Straße 71 (Karte)                | Wohnhaus    |                                                      | 094 84909          | Baudenkmal     | BW             |

### Kathendorf
| Lage | Bezeichnung      | Beschreibung      | Erfassungs- nummer | Ausweisungsart | Bild |
| --- | ---------------- | ----------------- | ------------------ | -------------- | --- |
| Eickendorfer Straße 10 (Karte) | Wohnhaus         |                   | 094 84806          | Baudenkmal     | BW |
| Etinger Straße 2 (Karte) | Schule           |                   | 094 84804          | Baudenkmal     | BW |
| Etinger Straße 14 (Karte) | Gasthof          | Gasthof „Schülte“ | 094 84805          | Baudenkmal     | BW |
| Niederung zwischen Ohre und Aller, westlich bis über die, Landesgrenze nach Niedersachsen reichend, nördlich im, Altmarkkreis (Altkreise Gardelegen und Klötze) sich fortsetzend Niederung zwischen Ohre und Aller, westlich bis über die Landesgrenze nach Niedersachsen reichend, nördlich im Altmarkkreis (Altkreise Gardelegen und Klötze) sich fortsetzend (Karte) | Kulturlandschaft | Drömling          | 107 05027          | Denkmalbereich | [[Vorlage:Bilderwunsch/code!/C:52.393499,11.121924!/D:Niederung zwischen Ohre und Aller, westlich bis über die, Landesgrenze nach Niedersachsen reichend, nördlich im, Altmarkkreis (Altkreise Gardelegen und Klötze) sich fortsetzend Niederung zwischen Ohre und Aller, westlich bis über die Landesgrenze nach Niedersachsen reichend, nördlich im Altmarkkreis (Altkreise Gardelegen und Klötze) sich fortsetzend,!/\|BW]] |

### Klinze
| Lage                                    | Bezeichnung  | Beschreibung | Erfassungs- nummer | Ausweisungsart | Bild |
| --------------------------------------- | ------------ | ------------ | ------------------ | -------------- | ---- |
| Lindenstraße (Karte)                    | Kirche       |              | 094 84859          | Baudenkmal     | BW   |
| Lindenstraße 5 (Karte)                  | Schule       |              | 094 84858          | Baudenkmal     | BW   |
| Lindenstraße 10, 12, 14, 16, 18 (Karte) | Straßenzeile |              | 094 84860          | Denkmalbereich | BW   |

### Lockstedt
| Lage                | Bezeichnung                                                          | Beschreibung                                                  | Erfassungs- nummer | Ausweisungsart | Bild   |
| ------------------- | -------------------------------------------------------------------- | ------------------------------------------------------------- | ------------------ | -------------- | ------ |
| (Karte)             | Denkmal für die Gefallenen des deutsch-französischen Krieges 1870-71 | Kriegerdenkmal, am 11. September 2015 als Denkmal ausgewiesen |                    | Kleindenkmal   | BW     |
| Kirchstraße (Karte) | Kirche                                                               |                                                               | 094 84853          | Baudenkmal     | Kirche |

### Niendorf
| Lage                   | Bezeichnung    | Beschreibung | Erfassungs- nummer | Ausweisungsart | Bild |
| ---------------------- | -------------- | ------------ | ------------------ | -------------- | ---- |
| Lindenallee (Karte)    | Kriegerdenkmal |              | 094 84854          | Baudenkmal     | BW   |
| Lindenallee 25 (Karte) | Bauernhaus     |              | 094 84855          | Baudenkmal     | BW   |

### Rätzlingen
| Lage | Bezeichnung                | Beschreibung | Erfassungs- nummer | Ausweisungsart | Bild |
| --- | -------------------------- | --- | ------------------ | -------------- | --- |
| Landstraße Rätzlingen-Miesterhorst, Brücke (Karte) | Denkmal                    | | 094 84857          | Kleindenkmal   | BW |
| Bösdorfer Straße, Schulweg (Karte) | Kriegerdenkmal für 1870/71 | Kriegerdenkmal Denkmal für die Gefallenen des Deutsch-Französischen Kriegs von 1870/71                                                                         | 094 84856          | Baudenkmal     | Kriegerdenkmal für 1870/71 |
| Dorfstraße (Karte) | Kriegerdenkmal Rätzlingen  | Kriegerdenkmal Denkmal für die gefallenen Rätzliner des Ersten Weltkriegs, gestaltet im Jugendstil, später auch den Gefallenen des Zweiten Weltkriegs gewidmet | 094 84832          | Baudenkmal     | Kriegerdenkmal Rätzlingen |
| Dorfstraße 3 (Karte) | Bauernhaus Dorfstraße 3    | Bauernhaus als Altenteil 1840 errichtetes zweigeschossiges Fachwerkhaus, giebelständig zur Straße ausgerichtet                                                 | 094 84835          | Baudenkmal     | Bauernhaus Dorfstraße 3 |
| Kolonie 1 an der Ohre, 2 km nördlich der Straße Rätzlingen-Miesterhorst (Karte) | Bauernhaus                 | | 094 84839          | Baudenkmal     | BW |
| Lindenstraße (Karte) | Dorfkirche Rätzlingen      | Evangelische Kirche. | 094 84838          | Baudenkmal     | Weitere Bilder |
| Lindenstraße 6 (Karte) | Pfarrhaus Rätzlingen       | Pfarrhaus in Ziegelbauweise errichtetes eineinhalbgeschossiges evangelisches Pfarrhaus aus der Zeit um 1900                                                    | 094 84837          | Baudenkmal     | Pfarrhaus Rätzlingen |
| Lindenstraße 3, 5, 7, 9, 10, 11 (Karte) | Straßenzeile               | | 094 84836          | Denkmalbereich | Straßenzeile |
| Niederung zwischen Ohre und Aller, westlich bis über die, Landesgrenze nach Niedersachsen reichend, nördlich im, Altmarkkreis (Altkreise Gardelegen und Klötze) sich fortsetzend Niederung zwischen Ohre und Aller, westlich bis über die Landesgrenze nach Niedersachsen reichend, nördlich im Altmarkkreis (Altkreise Gardelegen und Klötze) sich fortsetzend (Karte) | Drömling                   | Kulturlandschaft | 107 05032          | Denkmalbereich | [[Vorlage:Bilderwunsch/code!/C:52.406342,11.113178!/D:Niederung zwischen Ohre und Aller, westlich bis über die, Landesgrenze nach Niedersachsen reichend, nördlich im, Altmarkkreis (Altkreise Gardelegen und Klötze) sich fortsetzend Niederung zwischen Ohre und Aller, westlich bis über die Landesgrenze nach Niedersachsen reichend, nördlich im Altmarkkreis (Altkreise Gardelegen und Klötze) sich fortsetzend,!/\|BW]] |

### Ribbensdorf
| Lage                      | Bezeichnung    | Beschreibung | Erfassungs- nummer | Ausweisungsart | Bild |
| ------------------------- | -------------- | ------------ | ------------------ | -------------- | ---- |
| Bauernstraße 1 (Karte)    | Mühle          |              | 094 84889          | Baudenkmal     | BW   |
| Bauernstraße 12 (Karte)   | Tagelöhnerhaus |              | 094 84888          | Baudenkmal     | BW   |
| Bauernstraße 5, 6 (Karte) | Häusergruppe   |              | 094 84887          | Denkmalbereich | BW   |
| Schmiedeberg 1 (Karte)    | Kirche         |              | 094 84886          | Baudenkmal     | BW   |

### Schwanefeld
| Lage                                                                               | Bezeichnung    | Beschreibung | Erfassungs- nummer | Ausweisungsart | Bild           |
| ---------------------------------------------------------------------------------- | -------------- | ------------ | ------------------ | -------------- | -------------- |
| Im Allertal (Karte)                                                                | Kirche         |              | 094 84133          | Baudenkmal     | Weitere Bilder |
| Im Allertal am südlichen Ortsausgang (Karte)                                       | Kriegerdenkmal |              | 094 84134          | Baudenkmal     | BW             |
| Im Allertal 11, 13, 15, 17, 19, 21, 23, 25 (Karte)                                 | Ortskern       |              | 094 84136          | Denkmalbereich | BW             |
| Im Allertal 14 unmittelbar südlich der Kirche (Karte)                              | Bauernhof      |              | 094 84139          | Baudenkmal     | BW             |
| Im Allertal 17 (Karte)                                                             | Bauernhof      |              | 094 84135          | Baudenkmal     | BW             |
| Im Allertal 18 (Karte)                                                             | Bauernhof      |              | 094 84138          | Baudenkmal     | BW             |
| Im Allertal 29 (Karte)                                                             | Bauernhof      |              | 094 84137          | Baudenkmal     | BW             |
| Lappwaldweg 2, Flurstücke Gemarkung: Schwanefeld: Flur 3, Flurstücksnr. 53 (Karte) | Kaserne        | Kaserne      | 094 18834          | Baudenkmal     | BW             |

### Seggerde
| Lage                                                                                                 | Bezeichnung      | Beschreibung | Erfassungs- nummer | Ausweisungsart               | Bild           |
| --- | ---------------- | ------------ | ------------------ | ---------------------------- | -------------- |
| Dorfstraße (Karte)                                                                                   | Kirche           |              | 094 84201          | Baudenkmal                   | Kirche         |
| Dorfstraße außerhalb der Ortslage an der Brücke der Ortsdurchgangsstraße über den Mühlgraben (Karte) | Mühle            |              | 094 84200          | Baudenkmal                   | BW             |
| Dorfstraße 11 (Karte)                                                                                | Schule           |              | 094 84196          | Baudenkmal                   | BW             |
| Dorfstraße 15 (Karte)                                                                                | Wohnhaus         |              | 094 84197          | Baudenkmal                   | BW             |
| Dorfstraße 24 (Karte)                                                                                | Wohnhaus         |              | 094 84198          | Baudenkmal                   | BW             |
| Dorfstraße 26 (Karte)                                                                                | Wohnhaus         |              | 094 84199          | Baudenkmal                   | BW             |
| Gutshof 1,2 (Karte)                                                                                  | Schloss Seggerde | Schloss      | 094 84202          | Baudenkmal                   | Weitere Bilder |
| Gutshof 1,2 (Karte)                                                                                  | Park             | Park         | 094 84202 001      | Teilobjekt eines Baudenkmals | BW             |

### Siestedt
| Lage                                                            | Bezeichnung | Beschreibung | Erfassungs- nummer | Ausweisungsart | Bild |
| --------------------------------------------------------------- | ----------- | ------------ | ------------------ | -------------- | ---- |
| Alte Dorfstraße 18 (Karte)                                      | Bauernhaus  |              | 094 84884          | Baudenkmal     | BW   |
| An der Bünne 2 (Karte)                                          | Bauernhof   |              | 094 84882          | Baudenkmal     | BW   |
| Hauptstraße 10 (Karte)                                          | Scheune     |              | 094 84881          | Baudenkmal     | BW   |
| Hauptstraße 14 (Karte)                                          | Kirche      |              | 094 84880          | Baudenkmal     | BW   |
| Hauptstraße 38 (Karte)                                          | Wohnhaus    |              | 094 84883          | Baudenkmal     | BW   |
| Stakmühle ca. 3 km, nordwestlich außerhalb der Ortslage (Karte) | Mühle       | Stakmühle    | 094 84885          | Baudenkmal     | BW   |

### Walbeck
| Lage                                                                                   | Bezeichnung                            | Beschreibung                        | Erfassungs- nummer | Ausweisungsart | Bild                     |
| -------------------------------------------------------------------------------------- | -------------------------------------- | ----------------------------------- | ------------------ | -------------- | ------------------------ |
| südwestlich außerhalb der Ortslage (Karte)                                             | Grenzsicherungsanlage                  | Wachturm                            | 094 30585          | Baudenkmal     | Weitere Bilder           |
| Ortslage Drachenberg (Karte)                                                           | Kalkofen                               | Kalkwerk I                          | 094 80185          | Baudenkmal     | BW                       |
| am Buchenweg, ca. 2,5 km nordwestlich Walbecks                                         | Konzentrationslager                    | KZ-Außenlager Weferlingen „Gazelle“ | 094 83978          | Baudenkmal     |                          |
| auf dem Domberg, nördlich der Stiftsruine, am Weg in den Ort auf der Westseite (Karte) | Kreuz                                  |                                     | 094 80121          | Baudenkmal     | Kreuz                    |
| Bergstraße 15a (Karte)                                                                 | Wohnhaus                               |                                     | 094 80125          | Baudenkmal     | BW                       |
| Bergstraße 18 (Karte)                                                                  | Wohnhaus                               |                                     | 094 80127          | Baudenkmal     | BW                       |
| Bergstraße 21b (Karte)                                                                 | Wohnhaus                               |                                     | 094 80128          | Baudenkmal     | BW                       |
| Bergstraße 22 auf Anhöhe, nordöstlich über dem Ort (Domberg) (Karte)                   | Kirche St. Marien, Pankratius und Anna |                                     | 094 80122          | Baudenkmal     | Weitere Bilder           |
| Brauhof 139 (Karte)                                                                    | Kurie                                  | Domherrenhof                        | 094 80123          | Baudenkmal     | BW                       |
| Buddendorf 105 (Karte)                                                                 | Mühle                                  | Dampf-Mühle                         | 094 80132          | Baudenkmal     | Mühle                    |
| Dammstraße 129 (Karte)                                                                 | Wohnhaus                               |                                     | 094 80130          | Baudenkmal     | BW                       |
| Dammstraße 134a (Karte)                                                                | Grabstein                              |                                     | 094 80131          | Baudenkmal     | BW                       |
| Kirchstraße (Karte)                                                                    | Kirchen-Ruine                          | St. Michael                         | 094 80135          | Baudenkmal     | Weitere Bilder           |
| Kirchstraße (Karte)                                                                    | Kriegerdenkmal                         |                                     | 094 80136          | Baudenkmal     | BW                       |
| Kirchstraße 56 (Karte)                                                                 | Wohnhaus                               |                                     | 094 80133          | Baudenkmal     | BW                       |
| Kirchstraße 58 (Karte)                                                                 | Wohnhaus                               | ehemalige Schule ?                  | 094 80134          | Baudenkmal     | BW                       |
| Krähenbruch 128a (Karte)                                                               | Bauernhof                              |                                     | 094 80156          | Baudenkmal     | BW                       |
| Marktplatz 90 (Karte)                                                                  | Bauernhof                              |                                     | 094 80124          | Baudenkmal     | BW                       |
| Marktplatz 91, 92, 93, 93d (Karte)                                                     | Häusergruppe                           |                                     | 094 80126          | Denkmalbereich | BW                       |
| Marktplatz 92 (Karte)                                                                  | Bauernhof                              |                                     | 094 84910          | Baudenkmal     | BW                       |
| Neddendorf 74, 75, 76, 77 (Karte)                                                      | Straßenzeile                           |                                     | 094 80149          | Denkmalbereich | BW                       |
| Rosenwinkel 34, 35, 36 (Karte)                                                         | Häusergruppe                           |                                     | 094 80139          | Denkmalbereich | BW                       |
| Schlagbaum 48, 53, 54 (Karte)                                                          | Häusergruppe                           |                                     | 094 80140          | Denkmalbereich | BW                       |
| Schäferei 99 (Karte)                                                                   | Bauernhof                              |                                     | 094 80138          | Baudenkmal     | BW                       |
| Steinweg 121 (Karte)                                                                   | Gasthof „Deutsches Haus“               |                                     | 094 80150          | Baudenkmal     | Gasthof „Deutsches Haus“ |
| Steinweg 126 (Karte)                                                                   | Wohnhaus                               |                                     | 094 80151          | Baudenkmal     | BW                       |

### Wassensdorf
| Lage                  | Bezeichnung | Beschreibung | Erfassungs- nummer | Ausweisungsart | Bild |
| --------------------- | ----------- | ------------ | ------------------ | -------------- | ---- |
| Dorfstraße 52 (Karte) | Bauernhaus  |              | 094 84721          | Baudenkmal     | BW   |
| Dorfstraße 62 (Karte) | Bauernhof   |              | 094 83334          | Baudenkmal     | BW   |

### Weddendorf
| Lage                                                              | Bezeichnung    | Beschreibung | Erfassungs- nummer | Ausweisungsart | Bild |
| ----------------------------------------------------------------- | -------------- | ------------ | ------------------ | -------------- | ---- |
| Drömlingstraße (Karte)                                            | Kriegerdenkmal |              | 094 84723          | Baudenkmal     | BW   |
| Drömlingstraße 36, 37a, 37b, 38, 40, 42 (Karte)                   | Häusergruppe   |              | 094 84722          | Denkmalbereich | BW   |
| Drömlingstraße 46, 48 (Karte)                                     | Häusergruppe   |              | 094 84724          | Denkmalbereich | BW   |
| Drömlingstraße 49, 51, 53, 54, 55, 56, 57, 58, 59, 60, 61 (Karte) | Straßenzug     |              | 094 84726          | Denkmalbereich | BW   |
| Drömlingstraße 69, 71, 76, 78 (Karte)                             | Häusergruppe   |              | 094 84725          | Denkmalbereich | BW   |
| Wassensdorfer Straße (Karte)                                      | Mühle          |              | 094 84727          | Baudenkmal     | BW   |

### FleckenWeferlingen
| Lage | Bezeichnung                                     | Beschreibung                      | Erfassungs- nummer | Ausweisungsart               | Bild           |
| --- | ----------------------------------------------- | --------------------------------- | ------------------ | ---------------------------- | -------------- |
| auf dem „Spellersieck“ westlich außerhalb der Ortslage unweit des Wasserturms (Karte)                                          | Grenzsicherungsanlage                           |                                   | 094 30509          | Baudenkmal                   | Weitere Bilder |
| auf dem „Spellersieck“ westlich außerhalb der Ortslage (Karte)                                                                 | Wasserturm                                      |                                   | 094 30504          | Baudenkmal                   | Weitere Bilder |
| auf dem „Spellersieck“ westlich außerhalb der Ortslage unmittelbar in der Nähe des Wasserturms (Karte)                         | Kreuzstein                                      |                                   | 094 30508          | Kleindenkmal                 | BW             |
| Bergstraße 6 (Karte) | Wohnhaus                                        |                                   | 094 84298          | Baudenkmal                   | BW             |
| Bergstraße 16 (Karte) | Gaststätte                                      | „Zur Sonne“                       | 094 84299          | Baudenkmal                   | BW             |
| Bergstraße 2, 3, 4, 5, 6, 7, 8, 9, 10, 11, 15, 16, 17 (Karte)                                                                  | Straßenzug                                      |                                   | 094 84297          | Denkmalbereich               | BW             |
| Braunschweiger Straße 5 (Karte)                                                                                                | Wohnhaus                                        |                                   | 094 84300          | Baudenkmal                   | BW             |
| Braunschweiger Straße 16 (Karte)                                                                                               | Villa                                           | Villa Pax silvae                  | 094 84301          | Baudenkmal                   | BW             |
| Braunschweiger Straße 17 (Karte)                                                                                               | Wohnhaus                                        | Villa Kagelmann                   | 094 84302          | Baudenkmal                   | BW             |
| Braunschweiger Straße 23 (Karte)                                                                                               | Wohnhaus                                        |                                   | 094 84303          | Baudenkmal                   | BW             |
| Braunschweiger Straße 25 (Karte)                                                                                               | Villa                                           |                                   | 094 84304          | Baudenkmal                   | BW             |
| Bäckerstraße 1, 2, 3, 4, 5, 6, 7, 8, 9, 10, 11, 12, 13, 14, 15, 16, 17, 18, 19, 20, 21, 22, 23, 24, 25, 26, 27, 28, 29 (Karte) | Straßenzug                                      |                                   | 094 84290          | Denkmalbereich               | BW             |
| Bäckerstraße 11 (Karte) | Ackerbürgerhof                                  |                                   | 094 84291          | Baudenkmal                   | BW             |
| Bäckerstraße 16 (Karte) | Wohnhaus                                        | „Allerfischerhaus“                | 094 84292          | Baudenkmal                   | BW             |
| Bäckerstraße 21 (Karte) | Schule                                          |                                   | 094 84293          | Baudenkmal                   | BW             |
| Bäckerstraße 23 (Karte) | Wohnhaus                                        |                                   | 094 84294          | Baudenkmal                   | BW             |
| Bäckerstraße 24 (Karte) | Apotheke                                        | Alte Apotheke bzw. Adler-Apotheke | 094 84295          | Baudenkmal                   | BW             |
| Bäckerstraße 29 (Karte) | Schmiede                                        | Torschmiede                       | 094 84296          | Baudenkmal                   | BW             |
| Ernst-Thälmann-Straße, Schillerstraße in der Straßengabelung Ernst-Thälmann-Straße/Schillerstraße (Karte)                      | Distanzstein                                    |                                   | 094 30503          | Kleindenkmal                 | Weitere Bilder |
| Flur 7, Flurst. 219/6 Kreuzung L42 / K 1132                                                                                    | Grenzsicherungsanlage                           | VP-Kontrollpunkt                  | 107 00005          | Baudenkmal                   |                |
| Friedrichplatz 6 (Karte) | Kirche St. Josef und St. Theresa vom Kinde Jesu | Katholische Kirche                | 094 84305          | Baudenkmal                   | Weitere Bilder |
| Friedrichstraße 13 (Karte) | Wohnhaus                                        |                                   | 094 84321          | Baudenkmal                   | BW             |
| Geschwister-Scholl-Straße 2 (Karte)                                                                                            | Schule                                          | Freiherr-vom-Stein-Gymnasium      | 094 84322          | Baudenkmal                   | Weitere Bilder |
| Gutshof (Karte) | Burgruine Weferlingen                           | Burg                              | 094 84323          | Baudenkmal                   | Weitere Bilder |
| Gutshof, Steinweg (Karte) | Garten                                          | Garten                            | 094 84323 001      | Teilobjekt eines Baudenkmals | BW             |
| Gutshof 1, 2, 3, Steinweg 1, 2, 3, 4, 5, 6, 31, 33, 34, 35, 36, 37, 38, 39, 40 (Karte)                                         | Straßenzug                                      |                                   | 094 84338          | Denkmalbereich               | BW             |
| Gutshof 1, 3 (Karte) | Ackerbürgerhof                                  |                                   | 094 84324          | Baudenkmal                   | BW             |
| Gutshof 2, 4, 5, 5a, (Karte)                                                                                                   | Gutshof                                         |                                   | 094 84325          | Denkmalbereich               | BW             |
| Kirchplatz 3 (Karte) | Superintendentur                                |                                   | 094 84327          | Baudenkmal                   | BW             |
| Kirchplatz 7 (Karte) | Kirche St. Lamberti                             | Kirche                            | 094 84326          | Baudenkmal                   | Weitere Bilder |
| Kirchplatz 7 (Karte) | Mausoleum                                       | Mausoleum                         | 094 84326 200      | Teilobjekt eines Baudenkmals | BW             |
| Kirchplatz 1, 2, 3, 4, 5, Kirchstraße 4 (Karte)                                                                                | Häusergruppe                                    | Häusergruppe                      | 094 84346          | Denkmalbereich               | BW             |
| Kirchstraße 3 (Karte) | Bankgebäude                                     |                                   | 094 84329          | Baudenkmal                   | BW             |
| Kirchstraße 4 (Karte) | Pfarrhof                                        | Unterpfarre                       | 094 41439          | Baudenkmal                   | BW             |
| Mühlenbreite 2 (Karte) | Villa                                           |                                   | 107 55001          | Baudenkmal                   | BW             |
| Neue Mühle 1, 2 außerhalb der Ortslage (Karte)                                                                                 | Neue Mühle                                      |                                   | 094 84345          | Baudenkmal                   | BW             |
| Oebisfelder Straße | Toranlage                                       |                                   | 094 84017          | Baudenkmal                   |                |
| Oebisfelder Straße 5, 6, 7, 8, 9 (Karte)                                                                                       | Häusergruppe                                    |                                   | 094 84331          | Denkmalbereich               | BW             |
| Pumpmühle 1, 2 nordöstlich der Ortslage, außerhalb, an der Aller (Karte)                                                       | Mühle                                           | Pumpmühle                         | 094 84344          | Baudenkmal                   | BW             |
| Sophienstraße 1 (Karte) | Gerichtsgebäude                                 |                                   | 094 84333          | Baudenkmal                   | BW             |
| Sophienstraße 10 (Karte) | Wohnhaus                                        |                                   | 094 84334          | Baudenkmal                   | BW             |
| Sophienstraße 16 (Karte) | Wohnhaus                                        |                                   | 094 84335          | Baudenkmal                   | BW             |
| Sophienstraße 27 (Karte) | Wohnhaus                                        |                                   | 094 84336          | Baudenkmal                   | BW             |
| Spitzberg 5, 6, 7 (Karte) | Forsthof                                        |                                   | 094 84337          | Baudenkmal                   | BW             |
| Steinweg 13, 14, 15, 16, 17, 18, 19, 20, 21, 22 (Karte)                                                                        | Straßenzeile                                    | Straßenzeile                      | 094 84289          | Denkmalbereich               | BW             |
| Steinweg 7, 8 (Karte) | Häusergruppe                                    | Häusergruppe                      | 094 84288          | Denkmalbereich               | BW             |
| Winkel 8 (Karte) | Wohnhaus                                        |                                   | 094 84342          | Baudenkmal                   | BW             |
| Winkel 1, 2, 3, 4, 5, 6, 8, 10, 11, 12, 13, 14, 15, 19, 20, 21, (Karte)                                                        | Straßenzug                                      |                                   | 094 84340          | Denkmalbereich               | BW             |

## Ehemalige Kulturdenkmale nach Ortsteilen
Die nachfolgenden Objekte waren ursprünglich ebenfalls denkmalgeschützt oder wurden in der Literatur als Kulturdenkmale geführt. Die Denkmale bestehen heute jedoch nicht mehr, ihre Unterschutzstellung wurde aufgehoben oder sie werden nicht mehr als Denkmale betrachtet.

### Breitenrode
| Lage                  | Bezeichnung | Beschreibung | Erfassungs- nummer | Ausweisungsart | Bild |
| --------------------- | ----------- | ------------ | ------------------ | -------------- | ---- |
| Bauernende 29 (Karte) | Bauernhaus  |              | 094 84719          |                | BW   |

### Flecken Weferlingen
| Lage                       | Bezeichnung       | Beschreibung                                                      | Erfassungs- nummer | Ausweisungsart | Bild |
| -------------------------- | ----------------- | ----------------------------------------------------------------- | ------------------ | -------------- | ---- |
| Platz der Jugend 5 (Karte) | Wohnheim          | Wohnheim                                                          | 094 84330          |                | BW   |
| Steinweg 37 (Karte)        | Hotel Schneemilch | Wohnhaus Nach Abbruch 2024 aus dem Denkmalverzeichnis gestrichen. | 094 84339          | Baudenkmal     | BW   |
| Winkel 6 (Karte)           | Wohnhaus          | Wohnhaus                                                          | 094 84341          |                | BW   |
| Winkel 20 (Karte)          | Ackerbürgerhof    |                                                                   | 094 84343          |                | BW   |

### Hödingen
| Lage                          | Bezeichnung  | Beschreibung | Erfassungs- nummer | Ausweisungsart | Bild |
| ----------------------------- | ------------ | --- | ------------------ | -------------- | ---- |
| Dorfstraße 47, 56 (Karte)     | Häusergruppe | Häusergruppe, nach Verlust der Denkmaleigenschaft 2019 aus dem Denkmalverzeichnis ausgetragen.                   | 094 84872          | Denkmalbereich | BW   |
| Dorfstraße 58, 59 (Karte)     | Wohnhaus     | | 094 84873          |                | BW   |
| Dorfstraße 88, 89, 90 (Karte) | Häusergruppe | | 094 84879          |                | BW   |
| Dorfstraße 75 (Karte)         | Bauernhof    | Bauernhof von 1820/30, nach Erlöschen der Denkmaleigenschaft im Jahr 2017 aus dem Denkmalverzeichnis ausgetragen | 094 84876          | Baudenkmal     | BW   |

### Oebisfelde
| Lage                                    | Bezeichnung                    | Beschreibung | Erfassungs- nummer | Ausweisungsart | Bild           |
| --------------------------------------- | ------------------------------ | --- | ------------------ | -------------- | -------------- |
| Achterstraße 1–35, 35a, 37a, 38 (Karte) | Achterstraße                   | Straßenzug zweigeschossige Fachwerkbauten aus dem 18. und 19. Jahrhundert; 2005 noch als Denkmal geführt, wurde der Bereich 2015 nicht mehr im Denkmalverzeichnis gesondert genannt                                                                  |                    | Denkmalbereich | Achterstraße   |
| Am Wall 2, 4 (Karte)                    | Am Wall 2, 4                   | Straßenzug 2005 noch als Denkmal geführt, wurde der Bereich 2015 nicht mehr im Denkmalverzeichnis gesondert genannt |                    | Denkmalbereich | BW             |
| Burgstraße 1-11, 11a, 12,22 (Karte)     | Burgstraße 1-11, 11a, 12,22    | Straßenzug 2005 noch als Denkmal geführt, wurde der Bereich 2015 nicht mehr im Denkmalverzeichnis gesondert genannt |                    | Denkmalbereich | BW             |
| Badstubenstraße 1-10 (Karte)            | Badstubenstraße 1-10           | Straßenzug 2005 noch als Denkmal geführt, wurde der Bereich 2015 nicht mehr im Denkmalverzeichnis gesondert genannt |                    | Denkmalbereich | BW             |
| Kirchplatz 1-7 (Karte)                  | Kirchplatz 1-7                 | Straßenzug 2005 noch als Denkmal geführt, wurde der Bereich 2015 nicht mehr im Denkmalverzeichnis gesondert genannt |                    | Denkmalbereich | BW             |
| Lange Straße 1-24, 26, 38-66 (Karte)    | Lange Straße 1-24, 26, 38-66   | Straßenzug 2005 noch als Denkmal geführt, wurde der Bereich 2015 nicht mehr im Denkmalverzeichnis gesondert genannt |                    | Denkmalbereich | BW             |
| Lindenstraße 40-58, 60, 62, 64 (Karte)  | Lindenstraße 40-58, 60, 62, 64 | Straßenzug 2005 noch als Denkmal geführt, wurde der Bereich 2015 nicht mehr im Denkmalverzeichnis gesondert genannt |                    | Denkmalbereich | BW             |
| Magdeburger Straße 1-12, 40-49 (Karte)  | Magdeburger Straße 1-12, 40-49 | Straßenzug 2005 noch als Denkmal geführt, wurde der Bereich 2015 nicht mehr im Denkmalverzeichnis gesondert genannt |                    | Denkmalbereich | BW             |
| Marktplatz 1-3 (Karte)                  | Marktplatz 1-3                 | Platz großer annähernd quadratischer Marktplatz mit Bebauung aus der Zeit vom 15. bis 19. Jahrhundert, in der Mitte das Rathaus Oebisfelde; 2005 noch als Denkmal geführt, wurde der Bereich 2015 nicht mehr im Denkmalverzeichnis gesondert genannt |                    | Denkmalbereich | Marktplatz 1-3 |
| Marktstraße 1, 6, 6a, 7-10 (Karte)      | Marktstraße 1, 6, 6a, 7-10     | Straßenzug 2005 noch als Denkmal geführt, wurde der Bereich 2015 nicht mehr im Denkmalverzeichnis gesondert genannt |                    | Denkmalbereich | BW             |
| Mauerstraße 2, 3 (Karte)                | Mauerstraße 2, 3               | Straßenzug 2005 noch als Denkmal geführt, wurde der Bereich 2015 nicht mehr im Denkmalverzeichnis gesondert genannt |                    | Denkmalbereich | BW             |
| Schildplatz 1-6, 6a, 7 (Karte)          | Schildplatz 1-6, 6a, 7         | Platz 2005 noch als Denkmal geführt, wurde der Bereich 2015 nicht mehr im Denkmalverzeichnis gesondert genannt |                    | Denkmalbereich | BW             |

### Seggerde
| Lage                 | Bezeichnung | Beschreibung                              | Erfassungs- nummer | Ausweisungsart | Bild |
| -------------------- | ----------- | ----------------------------------------- | ------------------ | -------------- | ---- |
| Dorfstraße 9 (Karte) | Wohnhaus    | nicht mehr existent, nach 2008 abgerissen | 094 84195          |                | BW   |

### Walbeck
| Lage                                                      | Bezeichnung | Beschreibung | Erfassungs- nummer | Ausweisungsart | Bild |
| --------------------------------------------------------- | ----------- | --- | ------------------ | -------------- | ---- |
| Barriere Rehm, an der Magdeburger Straße (OT Weferlingen) | Kalkwerk II | Brennofen, im Jahr 2018 wurde der Brennofen nach einer ungenehmigten Zerstörung aus dem Denkmalverzeichnis ausgetragen. | 094 80208          | Baudenkmal     |      |
| Marientaler Straße 96 (Karte)                             | Bauernhof   | nicht mehr existent, nach 2008 abgerissen                                                                               | 094 80137          |                | BW   |
| Neddendorf 66 (Karte)                                     | Bauernhof   | nicht mehr existent, nach 2008 abgerissen                                                                               | 094 80100          |                | BW   |

## Legende
In den Spalten befinden sich folgende Informationen:
- Lage: Nennt den Straßennamen und wenn vorhanden die Hausnummer des Kulturdenkmals. Die Grundsortierung der Liste erfolgt nach dieser Adresse. Der Link „Karte“ führt zu verschiedenen Kartendarstellungen und nennt die geographischen Koordinaten.
Link zu einem Kartenansichtstool, um Koordinaten zu setzen. In der Kartenansicht sind Baudenkmale ohne Koordinaten mit einem roten bzw. orangen Marker dargestellt und können in der Karte gesetzt werden. Baudenkmale ohne Bild sind mit einem blauen bzw. roten Marker gekennzeichnet, Baudenkmale mit Bild mit einem grünen bzw. orangen Marker.
- Offizielle Bezeichnung: Nennt den Namen, die Bezeichnung oder zumindest die Art des Kulturdenkmals und verlinkt, soweit vorhanden, auf den Artikel zum Objekt.
- Beschreibung: Nennt bauliche und geschichtliche Einzelheiten des Kulturdenkmals, vorzugsweise die Denkmaleigenschaften.
- Erfassungsnummer: Für jedes Kulturdenkmal wird in Sachsen-Anhalt eine 20stellige Erfassungsnummer vergeben. Die letzten zwölf Ziffern werden für die Untergliederung nach Teilobjekten genutzt und werden nur angegeben, soweit vergeben. In dieser Spalte kann sich folgendes Icon  befinden, dies führt zu Angaben zu diesem Baudenkmal bei Wikidata.
- Ausweisungsart: Die Einordnung des Denkmales nach § 2 Abs. 2 DenkmSchG LSA
- Bild: Ein Bild des Denkmales, und gegebenenfalls einen Link zu weiteren Fotos des Kulturdenkmals im Medienarchiv Wikimedia Commons. Wenn man auf das Kamerasymbol klickt, können Fotos zu Kulturdenkmalen aus dieser Liste hochgeladen werden: